# Audio-Visions
Audio-Visions – siódmy studyjny album Kansas, amerykańskiej grupy wykonującej rock progresywny, wydany we wrześniu 1980 roku.
Ósmy utwór "No One Together" miał pierwotnie pojawić się na poprzednim albumie grupy Monolith, jednak w sprzeczce pomiędzy Steve'em Walshem a Kerrym Livgrenem o to, czyj utwór powinien znaleźć się na albumie, wygrał Walsh z utworem "How My Soul Cries Out for You", a "No One Together" pojawiło się na tym albumie.

## Lista utworów
| 1.  | "Relentless"             | 4:56  |
|     |                          |       |
| 2.  | "Anything for You"       | 3:58  |
|     |                          |       |
| 3.  | "Hold On"                | 3:53  |
|     |                          |       |
| 4.  | "Loner"                  | 2:30  |
|     |                          |       |
| 5.  | "Curtain of Iron"        | 6:12  |
|     |                          |       |
| 6.  | "Got to Rock On"         | 3:21  |
|     |                          |       |
| 7.  | "Don't Open Your Eyes"   | 4:05  |
|     |                          |       |
| 8.  | "No One Together"        | 6:58  |
|     |                          |       |
| 9.  | "No Room for a Stranger" | 3:00  |
|     |                          |       |
| 10. | "Back Door"              | 4:23  |
|     |                          |       |
|     |                          | 43:16 |
|     |                          |       |

## Twórcy
- Phil Ehart – perkusja, śpiew
- Dave Hope – gitara basowa, śpiew
- Kerry Livgren – gitara, instrumenty klawiszowe, śpiew, instrumenty perkusyjne
- Robby Steinhardt – skrzypce, altówka, śpiew
- Steve Walsh – śpiew, instrumenty klawiszowe, instrumenty perkusyjne, wibrafon
- Rich Williams – gitara, śpiew, instrumenty perkusyjne

Gościnnie wystąpili
- Terry Ehart – śpiew
- Four Bassmen – śpiew
- Joey Jelf – śpiew
- Victoria Livgren – śpiew
- Joey Self – śpiew
- Anne Steinhardt – skrzypce, altówka, śpiew
- Lisa White – śpiew
- Donna Williams – śpiew